# Classes de transition
 (octobre 2017).
Les classes de transition sont, en France, des classes ayant été établies en 1963 pour les élèves les plus en difficulté du cycle élémentaire.

## Contexte
Le décret Berthoin le 6 janvier 1959 fit passer l'âge de la scolarité obligatoire de 14 à 16 ans pour les élèves ayant fêté leur sixième anniversaire cette année-là, ce qui fit passer l'application effective de cette prolongation en 1966. 
De plus, les décideurs avaient la volonté de réformer l'orientation et de la rendre moins dépendante du niveau social et de la géographie et décidèrent de créer des cycles d'orientation de deux ans à l'issue du CM2 puis, devant l'échec de ces cycles, établirent le collège d'enseignement secondaire.
Enfin, il fallait tenir compte des élèves en situation d'échec au niveau de l'instruction élémentaire.

## Histoire
Selon les circulaires du 4 juillet 1961 et 6 juillet 1962, les classes de sixième de transition 

« ... sont destinées à des élèves âgés de 11 à 12 ans, qui n’ont pas été admis dans le cycle d’observation et qui, pour des raisons diverses, souffrent d’un retard scolaire sans, pour autant, relever de l’enseignement des classes de perfectionnement. »

### Fonctionnement
La ventilation entre les filières du CES était effectuée d'abord sur la base d'un examen d'entrée en 6e puis par une commission dirigée par l'inspecteur d'académie.
Selon les prévisions officielles du IVe plan quinquennal, sur un secteur scolaire, 40 % de CM2 devaient entrer en 6e I, la même proportion en 6e II et 20 % en 6e III; cette répartition était observée dans la réalité, avec quelques variations géographiques,,.
L'admission en sixième de transition était réservée pour les élèves le plus en difficulté du cycle élémentaire, c'est-à-dire le CM2 et même quelquefois des classes inférieures pour multiredoublants pour lesquels le redoublement était déconseillé en raison de leur âge ou de leur niveau ; la sixième de transition se prolongeait en une cinquième de transition pour les élèves n'ayant pas pu être réorientés en filière moderne court (soit la voie II après 1969) ou en filière classique ou moderne long (soit la voie I après 1969).
Après la 5e de transition, l'élève pouvait être orienté vers :
- la 4e pratique[Note 2], qui sera remplacée par la CPPN ;
- une 5e de la voie I ou II
- un CAP en trois ans préparé dans un CET s'il avait plus de 14 ans[Note 3] ;
- L'apprentissage avec la loi Royer s'il avait plus de 14 ans.

Les enseignants de ces classes étaient des instituteurs titulaires, en théorie, du CAET. Formés à des méthodes de pédagogie actives, proches de celles défendues par Célestin Freinet ; les horaires de ces classes étaient indicatifs, l'enseignant pouvant les moduler selon le niveau de ses élèves.

### Classes pratiques
Le but de ces classes était une préprofessionnalisation rapide des élèves, notamment à l'aide de travaux pratiques ; les débouchés principaux étaient l'apprentissage.
Les enseignants étaient des instituteurs théoriquement titulaires du CAEP.

### Critiques
Ces classes étaient souvent critiquées pour leur recrutement parmi les classes sociales les plus défavorisées et pour être des ghettos et des voies de garage,.

## Disparition
En 1977, à la suite de la loi Haby mettant en place le collège unique, les classes de transition disparaissent, remplacées par les classes à programme allégé.

#### Articles
- Jean Vial, « La pédagogie des classes de transition », Revue française de pédagogie, vol. 1, no 1,‎ 1967, p. 17-27 (lire en ligne, consulté le 7 novembre 2013)
- Célestin Freinet, « Classes de transition et classes terminales », L’Éducateur, 3e série, no 6 « Dossier pédagogique de l’Ecole Moderne »,‎ décembre 1963 (lire en ligne)